# リーガル・ワイフ
『リーガル・ワイフ』（英語: The Legal Wife）は、フィリピンのテレビドラマ。ABS-CBNで2014年1月27日から6月13日まで放送された。

## 登場人物
モニカ 「イカイ」サンティアゴ・デ・ビジャ
演：エンジェル・ロクシン
エイドリアン・デ・ビジャ
演：ジェリコ・ロサレス
ニコール・エスキベル
演：マハ・サルバドール
マックス・ゴンザレス
演：JC・デ・ベラ